# Hedvika Přemyslovna (1211)
Hedvika Přemyslovna (1154–1162? – 19. února 1210/1211) byla hraběnka z Brehny z rodu Děpolticů, dcera Děpolta I. a Gertrudy Braniborské, dcery Albrechta Medvěda.

## Život
Mezi lety 1165–1175 se provdala za hraběte Fridricha z Brehny z dynastie Wettinů, šestého a nejmladšího syna míšeňského markraběte Konráda Velikého. Svému muži porodila Hedvika dva syny, budoucí hrabata z Brehny a dceru Žofii, jež se stala abatyší v Quedlinburgu.
Snad roku 1201 Hedvika společně se syny založila ženský augustiniánský klášter v Brehně. Svého muže přežila o devatenáct let a byla pohřbena ve svém klášteře.